# Pernell McPhee
Pernell McPhee (Orlando, 17 dicembre 1988) è un giocatore di football americano statunitense che gioca nel ruolo di defensive end per i Baltimore Ravens della National Football League (NFL). Fu scelto nel corso del quinto giro (165º assoluto) del Draft NFL 2011 dai Baltimore Ravens. Al college ha giocato a football a Mississippi State.

## Carriera professionistica

### Baltimore Ravens
McPhee fu scelto nel corso del quinto giro del Draft 2011 dai Baltimore Ravens. Nella sua stagione da rookie disputò tutte le 16 partite della stagione regolare mettendo a segno 6 sack malgrado non fosse mai partito come titolare.
McPhee disputò la prima gara da titolare in carriera nel Monday Night Football del 10 settembre 2012, in cui mise a segno 0,5 sack su Andy Dalton. La sua stagione da rookie si concluse con 12 presenze (6 come titolare) con 21 tackle e 1,5 sack. Grazie alla vittoria sui San Francisco 49ers nel Super Bowl XLVII, McPhee vinse il suo primo anello di campione della lega. Mise a segno 21 tackle anche nel 2013 disputando tutte le 16 partite, nessuna delle quali come titolare.
Nell'ultimo turno della stagione 2014, McPhee mise a segno due sack, superando il suo primato personale e arrivando a quota 7,5 in stagione, coi Ravens che centrarono l'ultimo posto disponibile per i playoff grazie alla vittoria sui Browns.

### Chicago Bears
Il 10 marzo 2015, McPhee firmò coi Chicago Bears.

## Palmarès
- Super Bowl : 1

Baltimore Ravens: Super Bowl XLVII
- American Football Conference Championship: 1

Baltimore Ravens: 2012

## Statistiche
| Partite totali      | 50   |
| Partite da titolare | 6    |
| Tackle              | 92   |
| Sack                | 17,0 |
| Intercetti          | 0    |
| Fumble forzati      | 3    |

Statistiche aggiornate alla stagione 2014